# Nick Park
Nicholas Wulstan Park conegut com a Nick Park (Preston, Anglaterra, 6 de desembre de 1958) és un director i guionista de pel·lícules animades anglès, més conegut com a creador de Wallace i Gromit, Creature Comforts, i Shaun the Sheep. Park ha estat nominat als Oscars un total de sis vegades i en va guanyar quatre per Creature Comforts (1989), The Wrong Trousers (1993), A Close Shave (1995) i Wallace & Gromit: La maledicció de les verdures (2005).
També va rebre cinc premi BAFTA, inclòs el BAFTA el millor curt d'animació per A Matter of Loaf and Death, que també va ser el programa de televisió més vist al Regne Unit el 2008. La seva pel·lícula de 2000 Chicken Run és la una de les pel·lícules d'animació amb més recaptació.
Pel seu treball en animació el 2012 Park es trobava entre els icones culturals britànics seleccionat per l'artista Sir Peter Blake en aparèixer en la nova versió de la portada més famosa d'un disc dels Beatles Sgt. Pepper's Lonely Hearts Club Band per celebrar les figures culturals britàniques de la seva vida.

## Primers anys
Park va néixer a Brookfield Park a Preston, Lancashire al nord-oest d'Anglaterra, fill de Mary Cecilia Ashton (1930), una cosidora, i Roger Wulstan Park (1925–2004), un fotògraf arquitectònic. El fill mitjà de cinc germans, Park va créixer a Greenlands Estate; la família després es va traslladar al pont de Walmer, on encara resideix la seva mare. La seva germana Janet viu a Longton. Va estudiar a la Cuthbert Mayne High School (ara Our Lady's Catholic High School).
Va créixer amb un gran interès en els dibuixos animats i, amb 13 anys, va fer pel·lícules amb l'ajut de la seva mare, la càmera de cinema de casa i bobines de cotó. També va emprar el seu pare, un inventor aficionat, i va enviar articles casolans com una ampolla a la que va estampar llanes de diferents colors en Blue Peter.
Va estudiar comunicació artística a Sheffield City Polytechnic (ara Sheffield Hallam University) i va anar a la National Film and Television School, on va començar a fer la primera pel·lícula de Wallace i Gromit, A Grand Day Out.

## Carrera
El 1985 es va unir a la direcció d'Aardman Animations a Bristol, on va treballar com a animador en productes comercials (incloent-hi el videoclip de Peter Gabriel "Sledgehammer", on va treballar a l'escena de ball amb gallines preparades per al forn). També va participar en l'animació de Pee-wee's Playhouse, dirigida per Paul Reubens.
Al costat de tot això, finalment va completar A Grand Day Out, i, amb aquesta en postproducció, va crear Creature Comforts com la seva contribució a una sèrie de curtmetratges anomenats Lip Synch. Creature Comforts combinava animals zoològics animats amb una banda sonora de persones que parlen de les seves cases. Les dues pel·lícules van ser nominades a una sèrie de premis. A Grand Day Out va batre Creature Comforts al Premi BAFTA, però va ser Creature Comforts amb el qual Park va obtenir el seu primer Oscar.
El 1990 Park va treballar amb l'agència de publicitat GGK per desenvolupar una sèrie de publicitats de televisió molt aclamades per a la campanya Heat Electric. Els anuncis de Creature Comforts ara es consideren com els millors anuncis publicats mai a la televisió britànica, que han estat votats (de manera independent) pels espectadors dels principals canals comercials d'ITV i Channel 4.
Dos curts més de Wallace i Gromit, The Wrong Trousers (1993) i A Close Shave (1995) van guanyar Oscars. Aleshores va fer el seu primer llargmetratge, Chicken Run (2000), co-dirigit amb el fundador d'Aardman Peter Lord. També va supervisar una nova sèrie de pel·lícules de Creature Comforts per la televisió britànica el 2003.

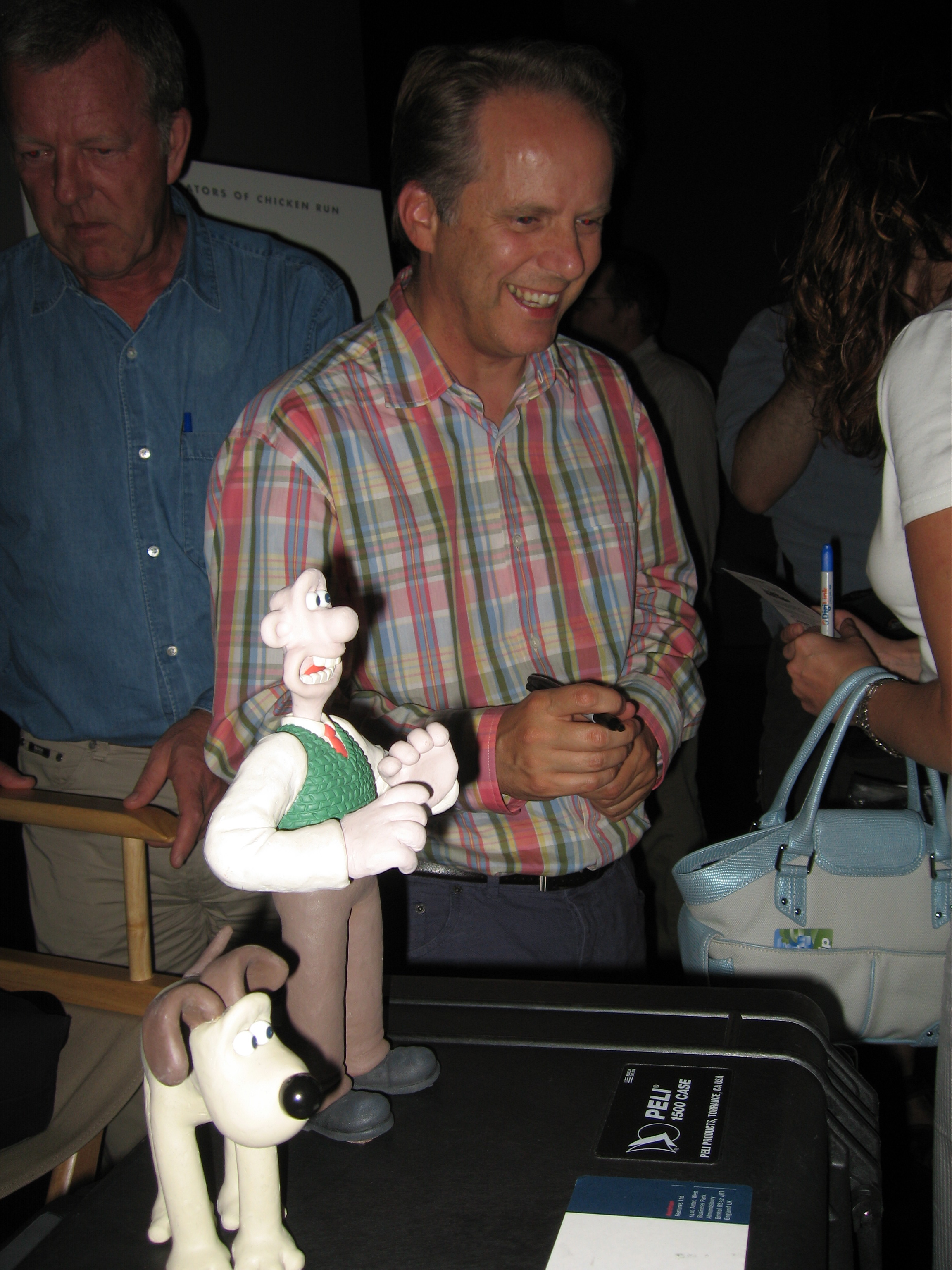
Park promocionant el 2005 Wallace & Gromit: La maledicció de les verdures

El seu segon llargmetratge al cinema i primer de Wallace i Gromit, Wallace & Gromit: La maledicció de les verdures, fou estrenat el 5 d'octubre de 2005, i va guanyar el primer Oscar a la millor pel·lícula d'animació el 6 de març de 2006.
El 10 d'octubre de 2005 el foc va destruir el magatzem de l'arxiu d'Aardman Animations. El foc va provocar la pèrdua de la majoria de les creacions de Park, inclosos els models i els conjunts usats a la pel·lícula Chicken Run. Alguns dels models i conjunts originals de Wallace i Gromit, així com les impressions mestres de les pel·lícules acabades, es van conservar.
El 2007 i 2008 el treball de Park va incloure una versió estatunidenca de Creature Comforts, una sèrie de televisió setmanal que es va emetre a CBS tots els dilluns al vespre a les 8 pm. A la sèrie, els estatunidencs eren entrevistats sobre diversos temes. Les entrevistes es van sincronitzar en llavis amb personatges d'animals d'Aardman.
El setembre de 2007 es va anunciar que a Nick Park se li havia encarregat dissenyar una estàtua de bronze de Wallace i Gromit, que es col·locaria a la seva ciutat natal de Preston. L'octubre de 2007 es va anunciar que la BBC havia encarregat un altre curtmetratge de Wallace & Gromit titulat Trouble at Mill (retitulat posteriorment A Matter of Loaf and Death).
Nick Park va estudiar a Preston College, que des de llavors ha anomenat la seva biblioteca del departament d'art i disseny: Nick Park Library Learning Centre. Ha rebut una insígnia d'or Blue Peter.
A principis del 2010, Park havia guanyat quatre premis de l'Acadèmia i tenia la distinció d'haver guanyat un Oscar cada vegada que l'havien proposat (només havia perdut va ser quan va ser nominat dues vegades a la mateixa categoria). Aquesta ratxa va acabar als Oscars del 2010 quan Wallace & Gromit: A Matter of Loaf and Death no va aconseguir guanyar el millor curt animat.
Park va tenir el seu primer paper d'actor el febrer de 2011, posant la veu en un cameo a l'episodi de The Simpsons "Angry Dad: The Movie". El nou curtmetratge fictici de Park sobre Willis i Crumble, Better Gnomes and Gardens, és el llançament de Wallace & Gromit: Curse of the Were-Rabbit, amb animacions produïdes pels germans Chiodo.
Al final del 2011, Park va dirigir un videoclip per a "Plain Song", una cançó de Native and the Name, una banda de Sheffield dirigida per Joe Rose, fill d'un antic amic de la universitat. El vídeo es va rodar a l'escola Birkdale (Sheffield) i Park també va seleccionar la pista com un dels seus Desert Island Discs quan va sortir al programa el 2011, cosa que va provocar suggeriments que Park utilitzés la seva fama per ajudar un amic en la seva carrera professional. Park va negar aquestes afirmacions, insistint que s'havia convertit en una de les seves cançons preferides. La cançó i el vídeo es poden trobar a YouTube.
A l'abril de 2013, Park va participar en l'adaptació escènica de la pel·lícula d'animació de Hayao Miyazaki, 'la princesa Mononoke. Va ser el productor executiu de Shaun the Sheep Movie i també hi va posar la veu en un cameo.
El 2018 va dirigir una altra pel·lícula d'Aardman Animations titulada Early Man, que explica una història d'un cavernícola que uneix la seva tribu contra l'edat del bronze mentre inventava involuntàriament el futbol.
El 21 de maig de 2019, va anunciar que treballava en un nou projecte de Wallace i Gromit.

## Premis i nominacions
| Any  | Nominat per                                    | Premi        | Categoria                                              | Resultat  |
| ---- | ---------------------------------------------- | ------------ | ------------------------------------------------------ | --------- |
| 1990 | Creature Comforts                              | Premi BAFTA  | Millor pel·lícula d'animació                           | Nominat   |
| 1990 | Wallace & Gromit: A Grand Day Out              | BAFTA        | Millor pel·lícula d'animació                           | Guanyador |
| 1991 | Creature Comforts                              | Premis Oscar | Millor curtmetratge d'animació                         | Guanyador |
| 1991 | Wallace & Gromit: A Grand Day Out              | Oscar        | Millor curtmetratge d'animació                         | Nominat   |
| 1994 | Wallace & Gromit: The Wrong Trousers           | BAFTA        | Millor pel·lícula d'animació                           | Guanyador |
| 1994 | Wallace & Gromit: The Wrong Trousers           | Oscar        | Millor curtmetratge d'animació                         | Guanyador |
| 1994 | Wallace & Gromit: The Wrong Trousers           | Animafest    | Millor curtmetratge d'animació                         | Guanyador |
| 1996 | Wallace & Gromit: A Close Shave                | BAFTA        | Millor pel·lícula d'animació                           | Guanyador |
| 1996 | Wallace & Gromit: A Close Shave                | Oscar        | Millor curtmetratge d'animació                         | Guanyador |
| 2001 | Chicken Run                                    | BAFTA        | Premi Alexander Korda a la millor pel·lícula britànica | Nominat   |
| 2004 | Creature Comforts                              | BAFTA        | Millor sèrie de comèdia                                | Nominat   |
| 2005 | Wallace & Gromit: The Curse of the Were-Rabbit | Oscar        | Millor pel·lícula d'animació                           | Guanyador |
| 2006 | Wallace & Gromit: The Curse of the Were-Rabbit | BAFTA        | Premi Alexander Korda a la millor pel·lícula britànica | Guanyador |
| 2008 | Creature Comforts                              | Premis Emmy  | Millor programa d'animació                             | Nominat   |
| 2009 | Wallace & Gromit: A Matter of Loaf and Death   | BAFTA        | Millor curt d'animació                                 | Guanyador |
| 2010 | Wallace & Gromit: A Matter of Loaf and Death   | Oscar        | Millor curtmetratge d'animació                         | Nominat   |

## Influències
Nick Park ha manifestat que les seves principals influènces han estat Ray Harryhausen, Alfred Hitchcock, Oliver Postgate, Hayao Miyazaki, Peter Firmin, Chuck Jones, Yuri Norstein, Richard Williams, Terry Gilliam, Herge, i Bob Godfrey. És fan de Gerry Anderson.

## Filmografia

### Llargmetratges
| Any  | Títol                                          | Director | Productor | Guionista | Actor de veu | Notes                                 |
| ---- | ---------------------------------------------- | -------- | --------- | --------- | ------------ | ------------------------------------- |
| 2000 | Chicken Run                                    | Sí       | Sí        | Història  | No           | Codirigida amb Peter Lord             |
| 2005 | Wallace & Gromit: The Curse of the Were-Rabbit | Sí       | Sí        | Sí        | No           | Codirigida amb Steve Box              |
| 2015 | Shaun the Sheep Movie                          | No       | Executiu  | No        | Sí           | Apareix com cameo de veu; personatges |
| 2017 | Too Funny to Fail                              | No       | No        | Adicional | No           | Documental                            |
| 2018 | Early Man                                      | Sí       | Sí        | Story     | Sí           | Com a Hognob                          |
| 2019 | A Shaun the Sheep Movie: Farmageddon           | No       | Executiu  | No        | No           | Personatges                           |
| TBA  | Chicken Run 2                                  | No       | Sí        | No        | No           | Personatges                           |

### Curtmetratges
| Any  | Títol                                        | Director | Guionista | Animador   | Productor Executiu | Notes                        |
| ---- | -------------------------------------------- | -------- | --------- | ---------- | ------------------ | ---------------------------- |
| 1985 | Second Class Mail                            | No       | No        | Color      | No                 |                              |
| 1986 | Babylon                                      | No       | No        | Sí         | No                 |                              |
| 1989 | War Story                                    | No       | No        | Sí         | No                 | Documental                   |
| 1989 | Creature Comforts                            | Sí       | Sí        | Sí         | No                 |                              |
| 1989 | Wallace & Gromit: A Grand Day Out            | Sí       | Sí        | Sí         | No                 | També director de fotografia |
| 1993 | Wallace & Gromit: The Wrong Trousers         | Sí       | Sí        | Sí         | No                 |                              |
| 1995 | Wallace & Gromit: A Close Shave              | Sí       | Sí        | personatge | No                 |                              |
| 1997 | Stage Fright                                 | No       | No        | No         | Sí                 |                              |
| 2008 | Wallace & Gromit: A Matter of Loaf and Death | Sí       | Sí        | No         | No                 |                              |
| 2012 | Wallace & Gromit: Jubilee Bunt-a-thon        | Sí       | Sí        | No         | No                 |                              |

### Televisió i web
| Any       | Títol                                      | Productor | Creador        | Guionista | Animador | Actor de veu | Notes                                              |
| --------- | ------------------------------------------ | --------- | -------------- | --------- | -------- | ------------ | -------------------------------------------------- |
| 1986      | Pee-wee's Playhouse                        | No        | No             | No        | Sí       | No           | ''Ice Cream Soup'' & ''Monster in the Playhouse''  |
| 2002      | Wallace and Gromit’s Cracking Contraptions | Sí        | Desenvolupador | No        | No       | No           |                                                    |
| 2003–2006 | Creature Comforts                          | Executive | Sí             | No        | No       | No           |                                                    |
| 2007–2015 | Shaun the Sheep                            | Executive | Idea           | Sí        | No       | No           | Includosa 3D, Championsheeps & The Farmer's Llamas |
| 2009–2012 | Timmy Time                                 | Executive | No             | No        | No       | No           |                                                    |
| 2010      | Wallace and Gromit's World of Invention    | Executive | Sí             | No        | No       | No           |                                                    |
| 2011      | The Simpsons                               | No        | No             | No        | No       | Sí           | Cameo de veu a "Angry Dad: The Movie"              |
| 2012      | The BBC Proms                              | No        | No             | Sí        | No       | No           | ''Prom 20: Wallace & Gromit's Musical Marvels''    |
| 2017      | Welcome to the Basement                    | No        | No             | No        | Sí       | No           | ''Wallace i Gromit''                               |

### Vídeos musicals
| Any  | Cantant                   | Cançó                  | Animador |
| ---- | ------------------------- | ---------------------- | -------- |
| 1986 | Peter Gabriel             | Sledgehammer           | Sí       |
| 1996 | Tina Turner & Barry White | In Your Wildest Dreams | Sí       |

### Comercials
- Burger King
- The Electricity Association

### Videojocs
- Wallace & Gromit Fun Pack (1996, creador)